# Castell d'Ortenburg
El castell d'Ortenburg és una fortalesa medieval en ruïnes situada a Baldramsdorf (Caríntia), en el sud d'Àustria, molt prop dels Alps orientals. Va ser propietat i erigit al segle xi pels avantpassats dels comtes d'Ortenburg, que havien format part del principat-bisbat de Freising.
Va quedar semidestruit després del terratrèmol de Friuli de 1348, i la seua importància va disminuir després de l'extinció de la família dels Ortenburg en 1418. La propietat va ser heretada pel comte Armant II de Celje i en 1456 va ser finalment confiscada per ordre imperial de la Casa dels Habsburg. En 1524 el títol comtal va ser transferit a Gabriel von Salamanca, qui va establir la seua residència al castell de Porcia, construït a la població propera de Spittal an der Drau.